# Tournoi de Wimbledon 1885
Pour un article plus général, voir Tournoi de Wimbledon.
Résultats détaillés de l’édition 1885 du championnat de tennis de Wimbledon qui est disputée du 4 au 17 juillet 1885.

## Palmarès
| Tableau          | Vainqueurs                     | Vainqueurs  | Score              | Finalistes                   | Finalistes  |
| ---------------- | ------------------------------ | ----------- | ------------------ | ---------------------------- | ----------- |
| Simple dames     | Maud Watson                    | Royaume-Uni | 6-1, 7-5           | Blanche Bingley              | Royaume-Uni |
| Simple messieurs | William Renshaw                | Royaume-Uni | 7-5, 6-2, 4-6, 7-5 | Herbert Lawford              | Royaume-Uni |
| Double messieurs | William Renshaw Ernest Renshaw | Royaume-Uni | 6-3, 6-3, 10-8     | Claude Farrer Arthur Stanley | Royaume-Uni |

## Simple messieurs
Finale : William Renshaw  Royaume-Uni bat Herbert Lawford  Royaume-Uni 7-5, 6-2, 4-6, 7-5

## Simple dames
|  |                 |  |   |   |  |
|  | Finale          |  |   |   |  |
|  |                 |  |   |   |  |
|  |                 |  |   |   |  |
|  | Maud Watson     |  | 6 | 7 |  |
|  | Maud Watson     |  | 6 | 7 |  |
|  | Blanche Bingley |  | 1 | 5 |  |